# بيلساندا (الهند)
بيلساندا (بالإنجليزية: Bilsanda) هي بلدة ووحدة محلية في مقاطعة بيليبهيت في ولاية أتر برديش، الهند.

## جغرافيًا
بيلساندا تقع عند مستوي إحداثيات 28°15′N 79°57′E / 28.25°N 79.95°E. يبلغ متوسط ارتفاعها عن مستوي سطح البحر 161 مترًا (528 قدمًا).

## التركيبة السكانية
حسب تعداد السكان لدولة الهند لعام 2001، بلغ عدد سكان بيلساندا حينها 13,474 نسمة. حيث شكل الذكور 53% من السكان والإناث 47%. وتعتبر نسبة التعليم في بيلساندا متوسطة وتبلغ حوالي 54%، وهي أقل من متوسط النسبة الكلية للدولة البالغة 59.5%، حيث بلغت نسبة التعلم بين الذكور 60% وبين الإناث 47%. وتبلغ 16% بين السكان تحت سن الست سنوات.